# اسپیتاک (روستا)
اسپیتاک (روستا)  یک روستا در ارمنستان است که در استان لوری واقع شده‌است.  در  کیلومتری شمال وانادزور، مرکز استان لوری واقع شده است.